# Pteris formosana
Pteris formosana är en kantbräkenväxtart som beskrevs av Bak. Pteris formosana ingår i släktet Pteris och familjen Pteridaceae. Inga underarter finns listade.